# 汇湾镇
汇湾镇是中华人民共和国湖北省十堰市竹溪县下辖的一个镇。
2013年11月13日，湖北省民政厅批复同意撤销汇湾乡，设立汇湾镇。

## 行政区划
汇湾镇下辖以下村级行政区划单位：
小河口村、土地梁村、秦坪村、船丰村、溜口村、青岩沟村、老屋场村、幸福村、长滩村、白果坪村、堰丰村、荣玉村、龙井村、向丰村、梅子垭村、青龙寨村、令旗沟村、双竹园村和庙梁村。